# Ameuvelle
Ameuvelle ist eine französische Gemeinde mit 47 Einwohnern (Stand: 1. Januar 2022) im Département Vosges in der Region Grand Est. Sie gehört zum Arrondissement Neufchâteau und zum Gemeindeverband Les Vosges côté Sud-Ouest.

## Geografie

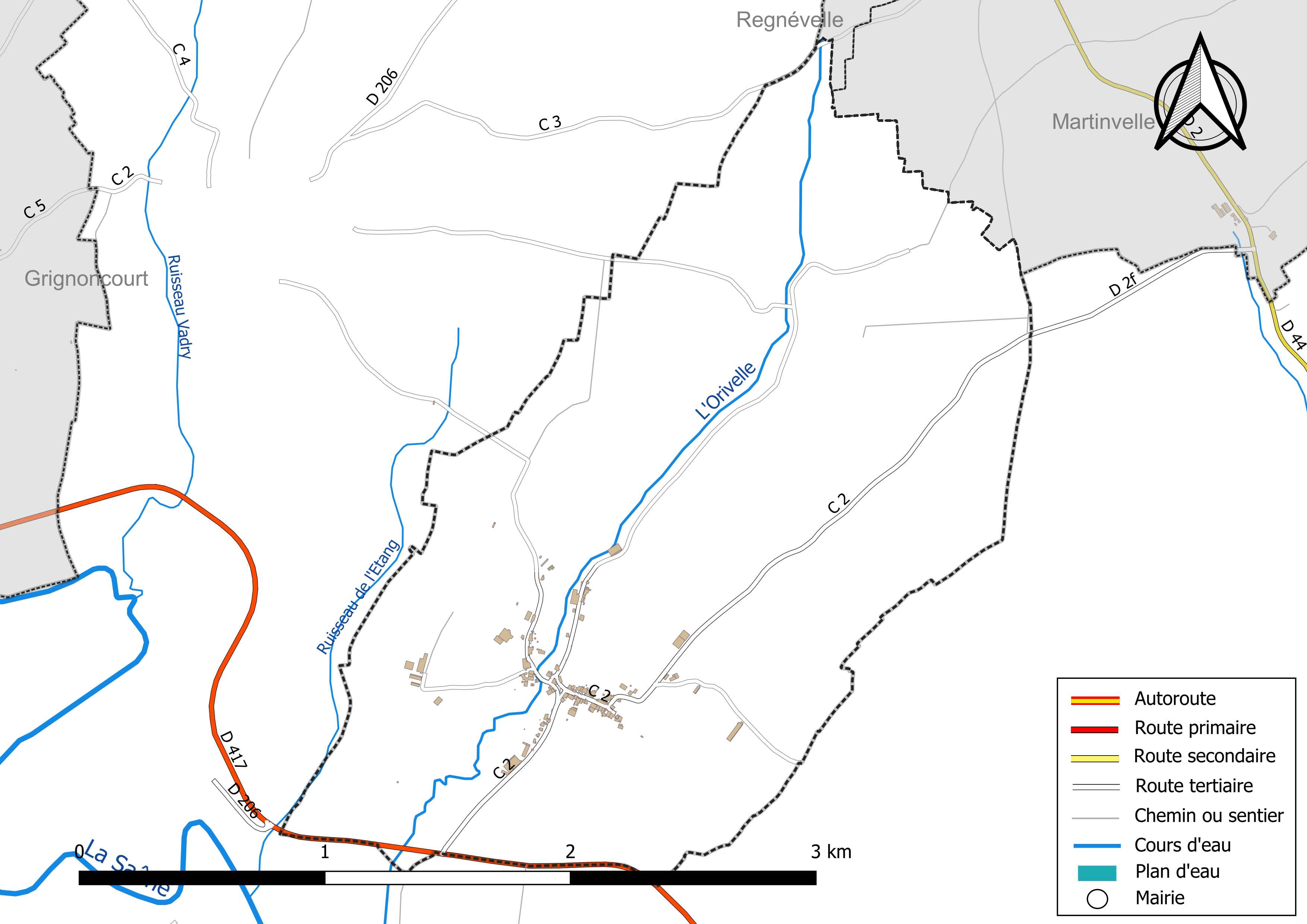
Gewässer und Straßen der Gemeinde

Ameuville liegt im Süden des Départements etwa 50 Kilometer südöstlich von Neufchâteau und etwa 46 Kilometer südwestlich von Épinal an der Grenze zum benachbarten Département Haute-Saône. Das Gemeindegebiet von Ameuvelle im äußersten Südwesten der ehemaligen Region Lothringen reicht bis auf wenige hundert Meter an die obere Saône heran. Das im Sommer trockenfallende Flüsschen Orivelle durchquert das Gebiet der Gemeinde von Nordost nach Südwest, bevor es in die Saône mündet.
Nachbargemeinden von Ameuvelle sind Regnévelle im Norden, Martinvelle im Nordosten, Vougécourt im Osten, Montcourt (Haute-Saône) im Südosten, Jonvelle (Haute-Saône) im Südwesten sowie Bousseraucourt (Haute-Saône) im Nordwesten.

## Bevölkerungsentwicklung
| Jahr                       | 1962 | 1968 | 1975 | 1982 | 1990 | 1999 | 2010 | 2019 |
| Einwohner                  | 111  | 111  | 101  | 105  | 109  | 87   | 59   | 48   |
| Quellen: Cassini und INSEE |      |      |      |      |      |      |      |      |

## Sehenswürdigkeiten
- Kirche Saint-Renobert mit Ursprüngen aus den 13. Jahrhundert
- Kapelle Notre-Dame-de-Pitié aus dem 17. Jahrhundert
- Wasserturm

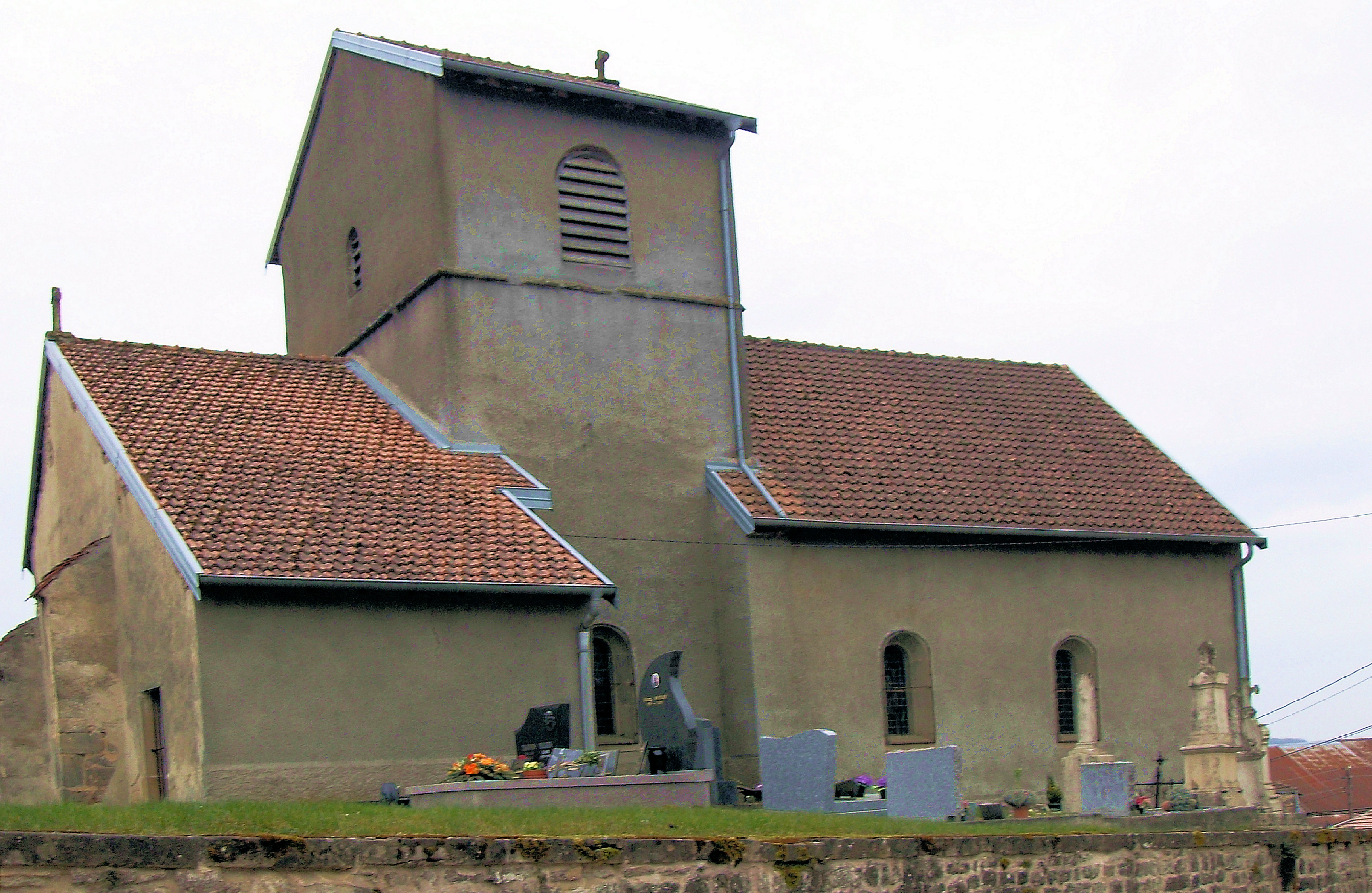
Kirche Saint-Renobert
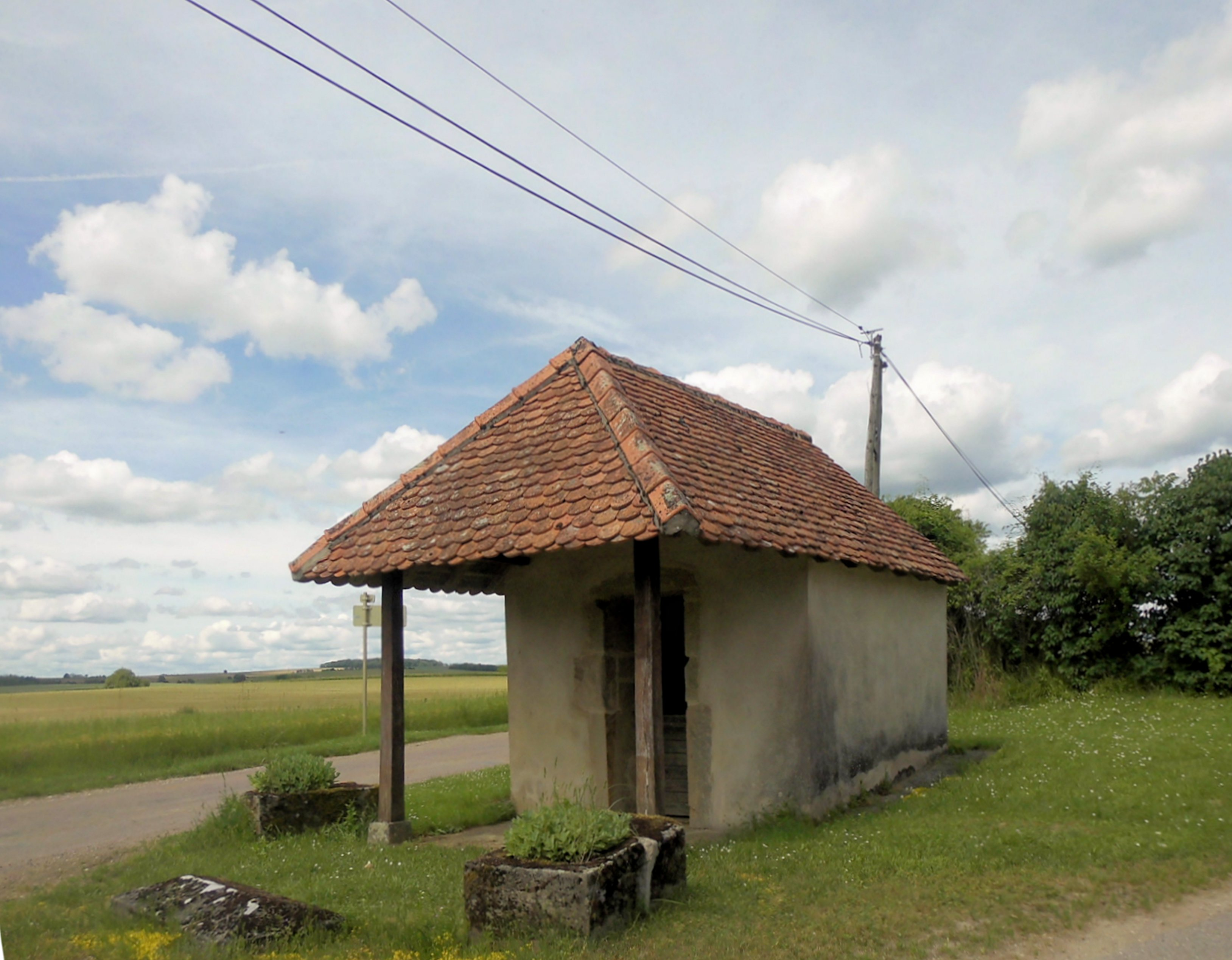
Kapelle Notre-Dame-de-Pitié
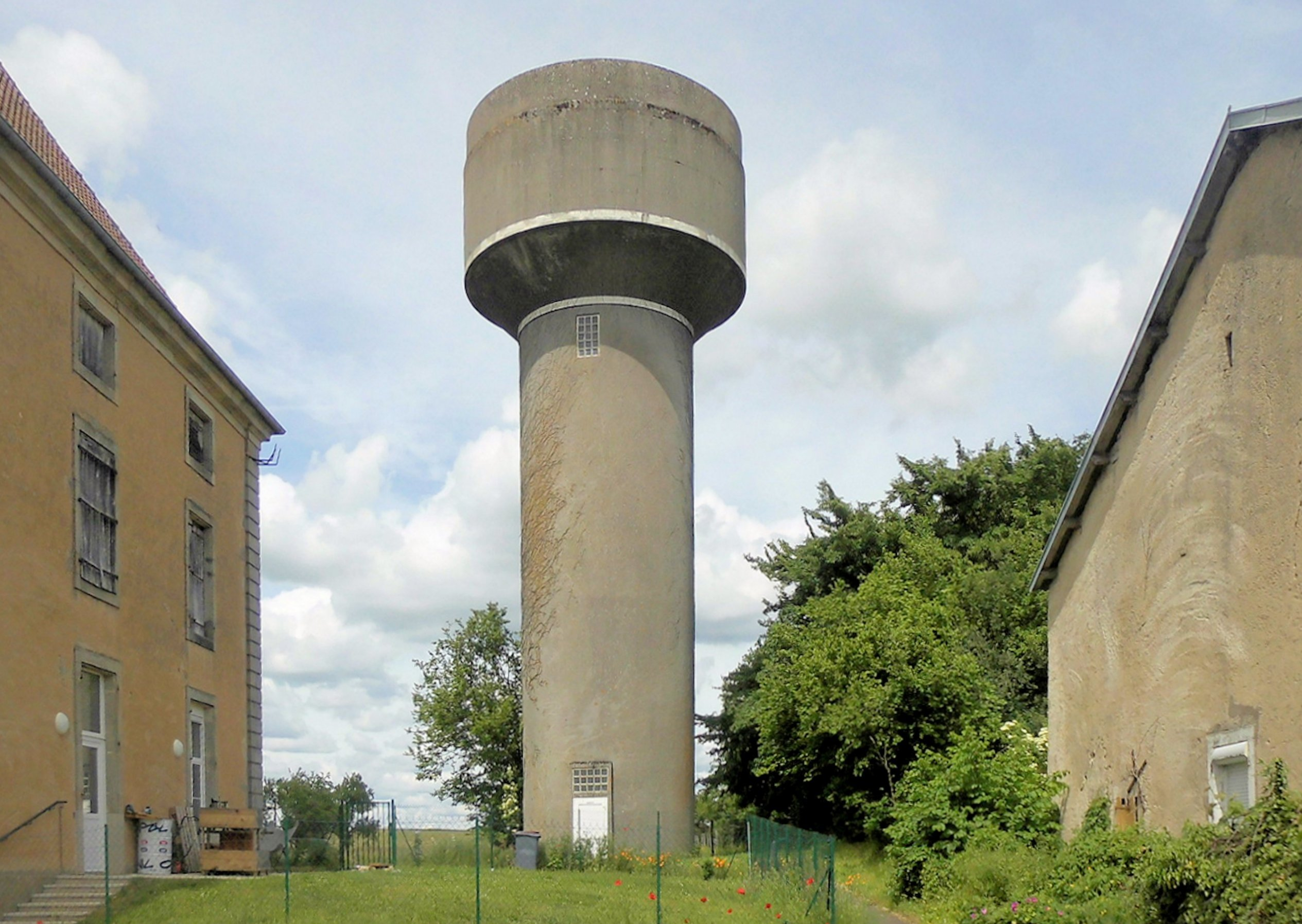
Wasserturm
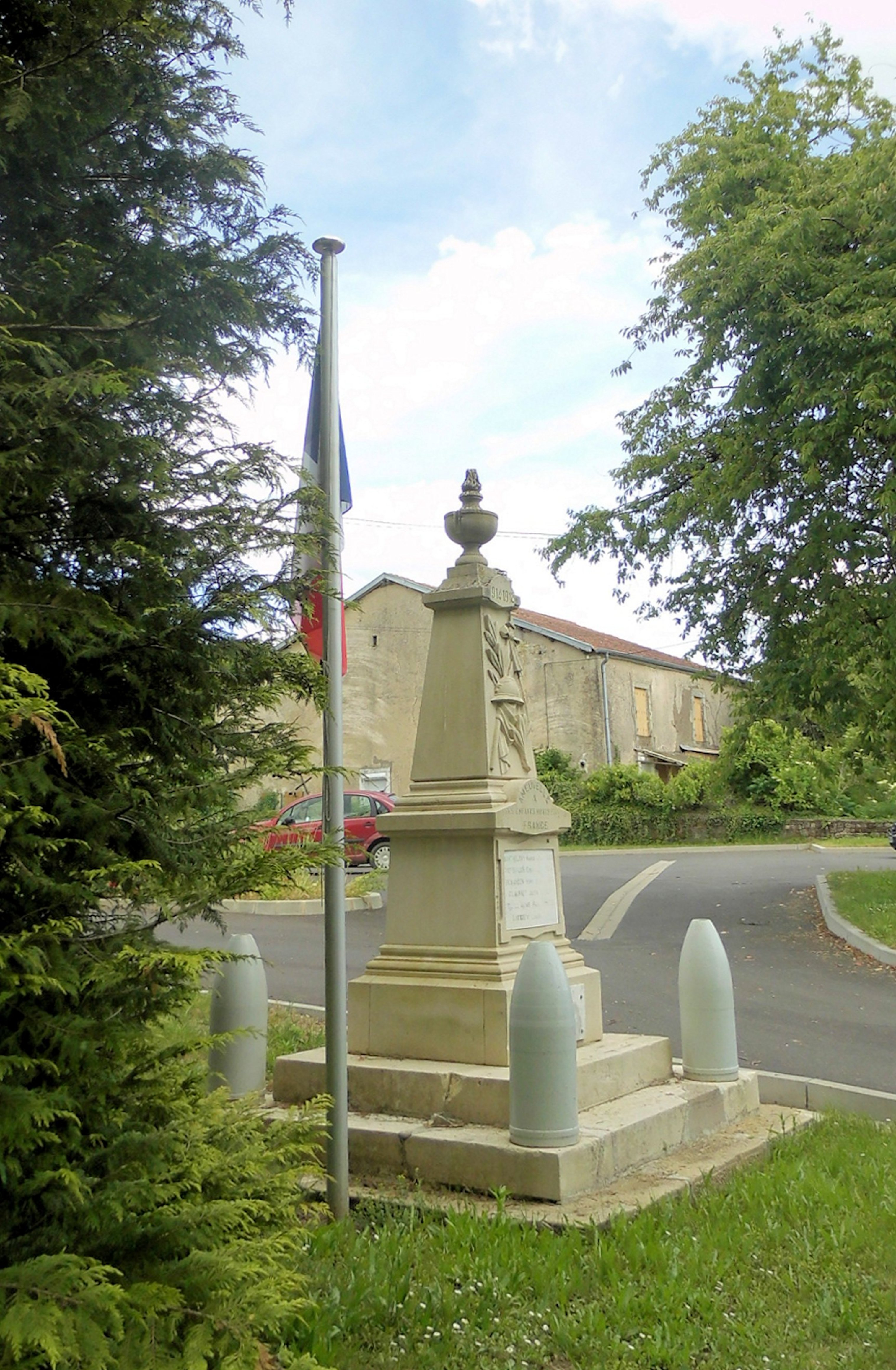
Gefallenendenkmal